# Windows (album)
Pour les articles homonymes, voir Windows (homonymie).
Albums de Taï Phong
Taï Phong
(1975) Last Flight
(1979)
Singles
1. Games
Sortie : mai 1976

Windows est le deuxième album du groupe progressif français Taï Phong, paru en octobre 1976.

## Historique
Enregistré durant quatre mois au cours du début de l'année 1976, permettant au groupe de peaufiner le travail de ce deuxième opus par rapport au précédent, Khanh Maï s'étant occupé de la prise du son sur tout l'album. En mai de la même année, sort le premier extrait de Windows, Games, en single. Titre dans la même veine que Sister Jane, il ne remportera pas le même succès.
Sorti en octobre 1976, Windows rencontre un bon accueil critique de la presse spécialisée, qui, selon Jean-Marc Bailleux de Rock & Folk, estime que le groupe a trouvé son style avec moins de choses empruntées et plus d'audace que dans le premier album avec « des compositions à la construction parfois surprenantes (les deux parties hétérogènes de When It's the Season), voire audacieuse (The Gulf of Knowledge) et un son personnel qui tire son originalité de l'enchevêtrement des guitares acoustiques et électriques… ».
Toutefois, les chiffres de ventes sont assez faibles par rapport au premier album et ses 50 000 exemplaires vendus, puisque Windows s'est écoulé entre 25 000 et 30 000 exemplaires.

## Liste des titres
1. When It's the Season - 8:12
2. Games - 4:07
3. St John's Avenue - 7:47
4. Circle - 5:30
5. Last Chance - 3:45
6. The Gulf of Knowledge - 9:57

- L'édition japonaise contient trois titres supplémentaires :
1. Dance - 4:28
2. Back Again - 4:16
3. Cherry - 4:24

## Personnel
- Taï Sinh : Claviers, guitare acoustique, basse
- Khanh Maï : Guitares, chant
- Jean-Jacques Goldman : Guitares, chant
- Stephan Caussarieu : Batterie, percussions